# Ettaler Weidmoos

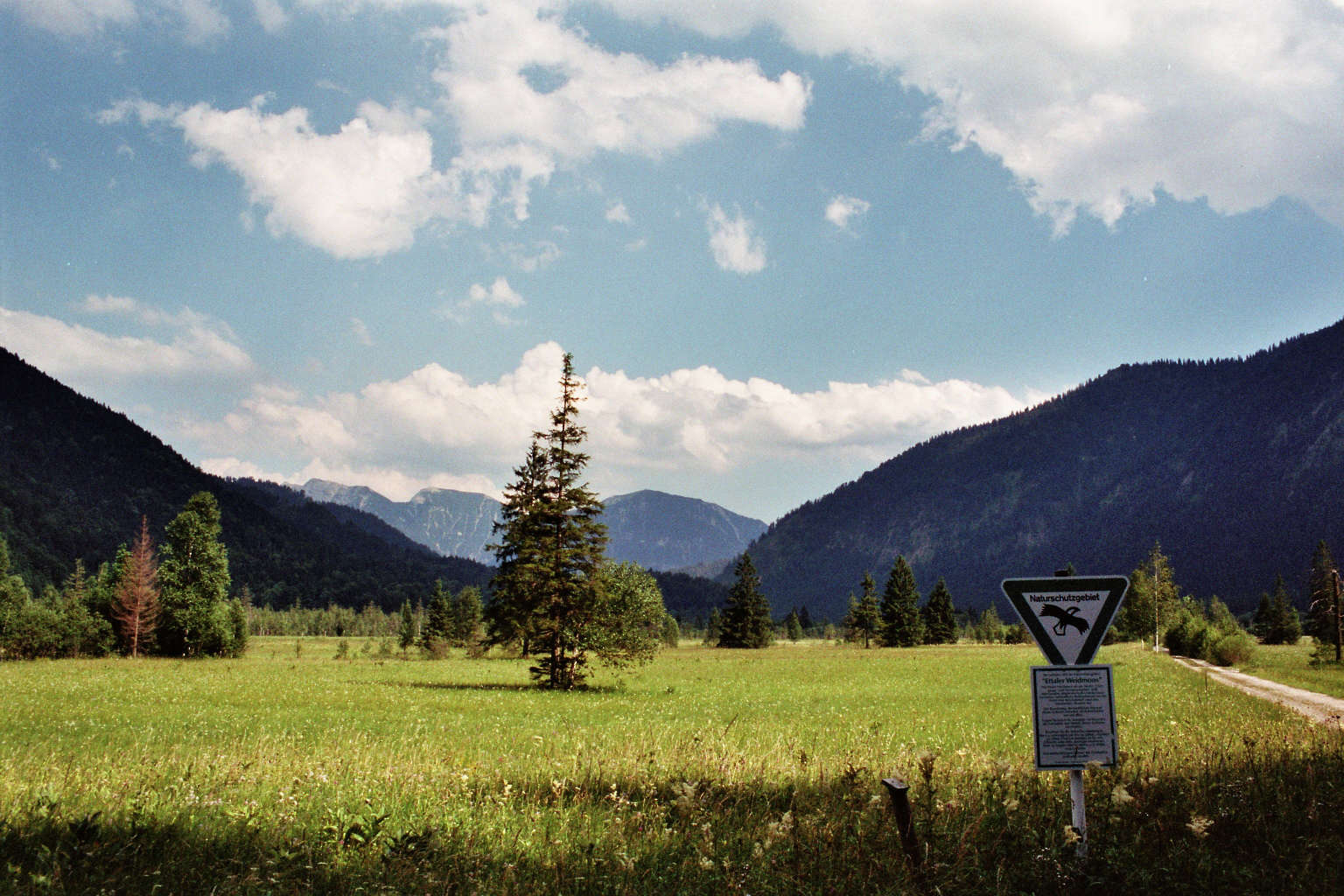
Naturschutzgebiet Ettaler Weidmoos (Juli 2005)

Das Ettaler Weidmoos ist ein Naturschutzgebiet im Landkreis Garmisch-Partenkirchen in Oberbayern. Es ist Teil des FFH-Gebietes Moore im oberen Ammertal (8332-371). Das 155,5 ha große Gebiet mit der Nr. NSG-00166.01 wurde im Jahr 2002 unter Naturschutz gestellt.
Das Ettaler Weidmoos liegt am Ausgang des Graswangtals westlich von Ettal und südlich von Oberammergau. Östlich wird das Naturschutzgebiet von der B 23 begrenzt, südlich von der Staatsstraße 2060. Nördlich liegt das 128,7 ha große Naturschutzgebiet Pulvermoos.
Durch das Ettaler Weidmoos fließt die Ammer, die hier durch Zusammenfluss von Kleiner Ammer und Großer Ammer gebildet wird, deren Quellen im unteren Graswangtal liegen. Die Ammer führt auch das Wasser der Linder, die über das in Ost-West-Richtung verlaufende lange Graswangtal wesentliche Teile des Ammergebirges entwässert und im sogenannten Lindergries streckenweise unter einer Kalkschuttdecke fließt. Im Ettaler Weidmoos ändert sich die Fließrichtung der Ammer nach Norden, die nach Durchfließen des Ammersees Amper genannt in die Isar mündet.